# Zekiye Şatır
Zekiye Keskin Şatır (Estambul, 16 de junio de 1976) es una deportista turca que compitió en tiro con arco, en la modalidad de arco recurvo. Es hermana del también arquero Serdar Şatır.
Ganó una medalla de oro en el Campeonato Europeo de Tiro con Arco al Aire Libre de 2000, en la prueba por equipo.

## Palmarés internacional
| Campeonato Europeo al Aire Libre | Campeonato Europeo al Aire Libre | Campeonato Europeo al Aire Libre | Campeonato Europeo al Aire Libre |
| Año                              | Lugar                            | Medalla                          | Prueba                           |
| -------------------------------- | -------------------------------- | -------------------------------- | -------------------------------- |
| 2000                             | Antalya (Turquía)                | Medalla de oro                   | Equipo                           |